# Luís Joaquim Duque Estrada Furtado de Mendonça
Luís Joaquim Duque Estrada Furtado de Mendonça (Rio de Janeiro, fim do século XVIII — Rio de Janeiro, 28 de novembro de 1834) foi um juiz de fora, desembargador e político brasileiro.
Foi ministro do Supremo Tribunal de Justiça e senador do Império do Brasil de 1827 a 1834.